# Stine Brun Kjeldaas
Stine Brun Kjeldaas (Oslo, 23 de abril de 1975) é uma snowboarder norueguesa, medalhista de prata nos Jogos Olímpicos de Inverno de 1998, Nagano.
Além de competir nos Jogos Olímpicos de Inverno de 1998, onde conquistou a prata no halfpipe, Kjeldaas participou dos Jogos Olímpicos de Inverno de 2002, em Salt Lake City, mas ficou apenas na 13ª colocação.